# Twisted Logic Tour
A Twisted Logic Tour foi uma turnê mundial em apoio do terceiro álbum do Coldplay, X&Y. A longa-turnê levou a banda na Europa e sua Inglaterra nativa, bem como para os Estados Unidos e Canadá. A turnê se concluiu em Julho de 2006, com datas na Austrália, Sudeste Asiático e Japão.
Pollstar informou que a Turnê Americana de 2005 arrecadou estimados $24,1 milhões de dólares. A segunda parte da turnê Norte-Americana terminou em 6 de Abril de 2006 em Wachovia Center, na Filadélfia. 
Um show foi gravado no Air Canada Centre em Toronto, Ontário, em 22 e 23 de março de 2006, mas (apesar de ter anunciado um lançamento em DVD em março) o concerto no Canadá foi mostrado somente no Much Music. A data de exibição foi quinta-feira 14 de Dezembro de 2006 às 9pm e a reprise ocorreu à meia-noite e 3:30 na sexta-feira 15 de Dezembro de 2006. O show também foi mostrado nos canais da Espanha em HDNet e há planos para ir ao ar em outros países, não especificados. Devido à falta de airplay nas principais canais, em muitos países, o programa tem sido muito comum na Internet.
Esta é a primeira turnê do Coldplay, na qual não é o nome do álbum em que estão promovendo.

## O Show

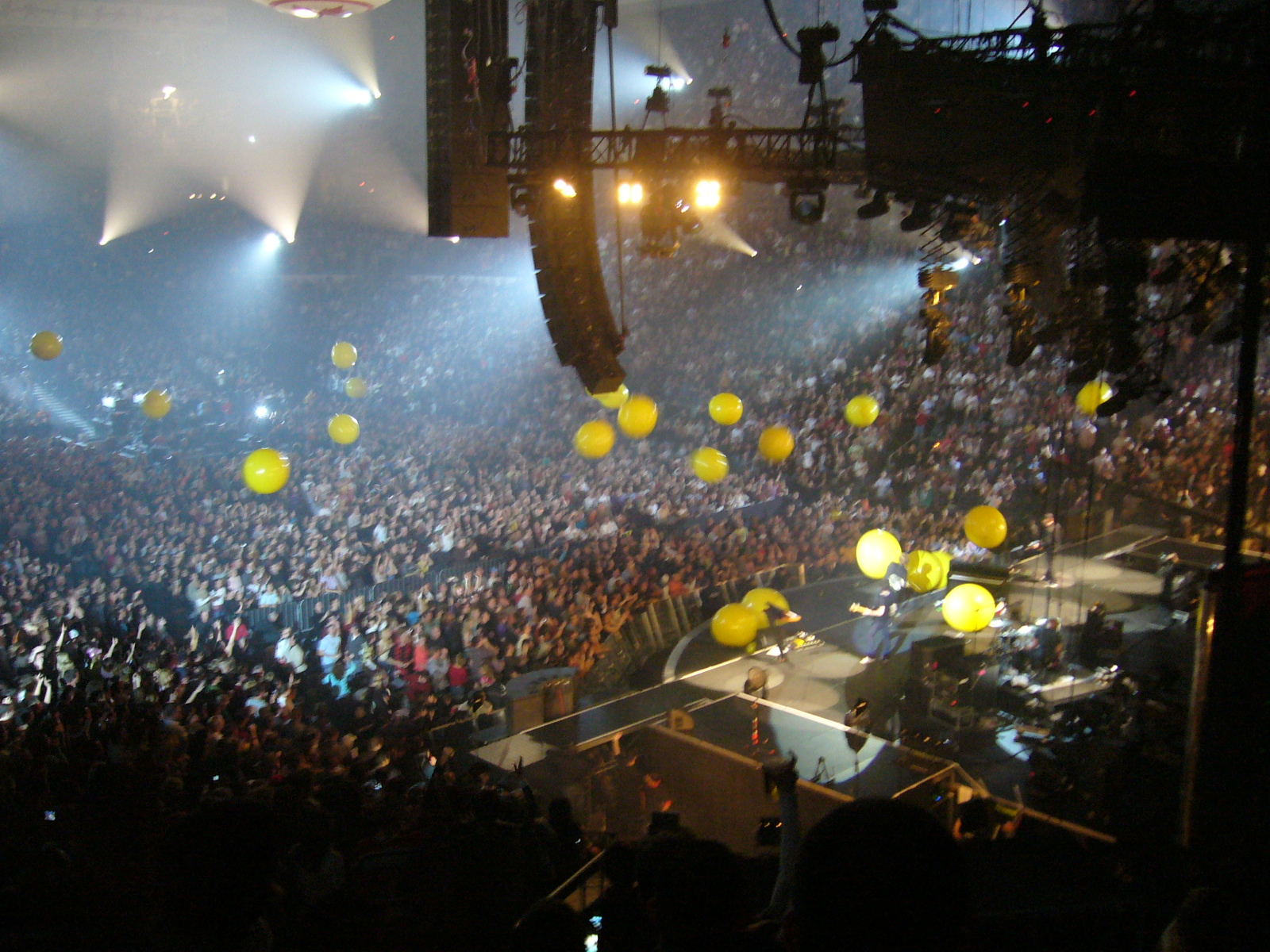
"Yellow" sendo performada no Air Canada Centre, 2006.

A Twisted Logic Tour é conhecido pela sua utilização de efeitos especiais extravagantes. Luzes Estroboscópicas e outros dispositivos elétricos foram usados para criar e elaborar um show de luzes. A parte de trás do palco contém dois andares com painel de vídeo panorâmica que mostra ao vivo imagens e imagens geradas por computador, do vídeo de um urso, vagando sem rumo durante a "Talk" com uma montagem de blocos coloridos como na capa de X&Y, durante a canção "Clocks".
Outros destaques do concerto incluem:
- Um mostrador de contagem regressiva digital mostrada na tela de vídeo panorâmica durante a canção "Square One", com a banda entrando no palco. O temporizador chega a zero no primeiro refrão explosivo da canção, seguido pela multidão sendo regados por luzes vermelhas, verdee azuis.
- Confetes e balões cheios com glitter dourados foram jogados no público durante a canção "Yellow" (uma homenagem ao The Flaming Lips).
- Durante o show em Coachella, 2005, Martin cantou "The Scientist" para trás lembrando do vídeo para a canção. Durante outros shows a faixa também foi executada ao vivo para trás. O vídeo de Charles e Ray Eames "Powers of Ten" foi tocado ao fundo.
- Martin correndo no meio da multidão durante "In My Place" para cantar com a plateia.
- Os membros da banda tirando fotos antes e durante o show com câmeras descartáveis antes de jogá-los na multidão. Esta ideia foi o baixista Guy Berryman.
- A banda levando à beira do palco e tocando um set acústico de 2-3 das seguintes canções: "Til Kingdom Come", "Don't Panic", "Green Eyes" e/ou um cover das canções de Johnny Cash "Ring of Fire" e Bob Dylan "Simple Twist of Fate".
- Martin incentivando o público a deixar seus flashes fora da câmera, simultaneamente, como a banda pega durante a ponte de "Talk", mas também feito durante "Low" através de uma mensagem na tela principal por trás da banda, resultando em uma dramática explosão de luz. "Talk", tendo também apresentado Martin dando o microfone para plateia cantar e para passar para pessoa do outro lado.
- Martin balançando uma lâmpada suspensa acima de sua cabeça após o segundo refrão de "Fix You", seguido, em shows ao ar livre, por fogos de artifício com o tambor começando a tocar.
- Um show de luz laser durante "Clocks", com lasers vermelhos atirando em direções diferentes. Estes foram reintroduzidas durante a segunda etapa norte-americana da turnê.
- A lista de canções manuscritas sendo projetado em direção ao palco durante "Swallowed in the Sea" Isso pode ter sido uma programação antecipada para X&Y.
- Aumentando gradualmente o ritmo de "Clocks" no final, até que conclui abruptamente em um tempo curto.
- Durante a etapa Australiana da turnê, a banda fez várias referências à Seleção Australiana de Futebol na Copa do Mundo FIFA de 2006, alterando algumas letras das canções. Na segunda noite de concertos em Melbourne e a última noite dos concertos de Sydney, o grupo realizou um cover do hit "Can't Get You Out of My Head" como uma homenagem à Austrália e à sua indústria da música.
- Em alguns shows na Alemanha, Chris Martin perguntou à plateia em alemão "Wo geht es zum Bahnhof?" ("Onde está a próxima estação de trem?"). Que era uma referência para a canção do U2 "Zoo Station".

## Repertório
O repertório da Twisted Logic Tour foi bastante ponderada para as faixas de X&Y. O restante do material foi principalmente faixas de A Rush of Blood to the Head como "Politik", "Clocks", e "The Scientist", e em menores medidas "Don't Panic", "Yellow", "Trouble" que foram as únicas faixas de Parachutes a serem tocadas. A única canção nova tocada na turnê foi "How You See the World No. 2" do álbum beneficente Help: A Day in the Life. Em turnês anteriores, tais como na época de Parachutes que estreou o trabalho ainda em andamento de canções que apareceram em A Rush of Blood to the Head. Da mesma forma, as composições mais recentes de Coldplay durante a turnê foram incluídas como B-sides dos singles de X&Y.
A música introdutória tocou no início de cada concerto com Brand Nubian com "Meaning of the 5%" ou "Tomorrow Never Knows" dos The Beatles. A música de encerramento é "Good Night" também dos The Beatles.
Abaixo, é uma amostra do setlist de um concerto no Air Canada Centre em Toronto, Canadá em 2 de Agosto de 2005.

### Repertório principal
1. "Square One"
2. "Politik"
3. "Yellow"
4. "Speed of Sound"
5. "God Put a Smile upon Your Face"
6. "What If"
7. "How You See the World No. 2"
8. "Don't Panic"
9. "White Shadows"
10. "The Scientist"
11. "Til Kingdom Come"
12. "Ring of Fire" (Johnny Cash Cover) (Acústico)
13. "Trouble" (Acústico)
14. "Clocks"
15. "Talk"

### Encore
1. "Swallowed in the Sea"
2. "In My Place"
3. "Fix You"

## Datas da turnê
| Data                    | Cidade                | País           | Local                                                                       |
| ----------------------- | --------------------- | -------------- | --------------------------------------------------------------------------- |
| América do Norte        |                       |                |                                                                             |
| 29 de Abril de 2005     | Las Vegas             | Estados Unidos | The Joint                                                                   |
| 30 de Abril de 2005     | Indio                 | Estados Unidos | Coachella Valley Music and Arts Festival                                    |
| 4 de Maio de 2005       | São Francisco         | Estados Unidos | The Fillmore                                                                |
| 6 de Maio de 2005       | Chicago               | Estados Unidos | Metro Chicago                                                               |
| 11 de Maio de 2005      | Toronto               | Canadá         | Kool Haus                                                                   |
| 13 de Maio de 2005      | Boston                | Estados Unidos | Avalon                                                                      |
| 14 de Maio de 2005      | Baltimore             | Estados Unidos | HFStival                                                                    |
| 17 de Maio de 2005      | Nova York             | Estados Unidos | Beacon Theatre                                                              |
| Europa                  |                       |                |                                                                             |
| 6 de Junho de 2005      | Somerset              | Reino Unido    | Glastonbury Festival                                                        |
| 15 de Junho de 2005     | Hamburgo              | Alemanha       | Volks Park                                                                  |
| 17 de Junho de 2005     | Cologne               | Alemanha       | Fühlinger                                                                   |
| 19 de Junho de 2005     | Berlin                | Alemanha       | Kindl-Bühne Wuhlheide                                                       |
| 22 de Junho de 2005     | Dublin                | Irlanda        | Marlay Park                                                                 |
| 27 de Junho de 2005     | Londres               | Reino Unido    | Crystal Palace National Sports Centre                                       |
| 28 de Junho de 2005     | Londres               | Reino Unido    | Crystal Palace National Sports Centre                                       |
| 1 de Julho de 2005      | Glasgow               | Reino Unido    | Bellahouston Park                                                           |
| 2 de Julho de 2005      | Glasgow               | Reino Unido    | Bellahouston Park                                                           |
| 4 de Julho de 2005      | Bolton                | Reino Unido    | Reebok Stadium                                                              |
| 5 de Julho de 2005      | Bolton                | Reino Unido    | Reebok Stadium                                                              |
| 7 de Julho de 2005      | Arnhem                | Países Baixos  | Gelredome                                                                   |
| 9 de Julho de 2005      | Munique               | Alemanha       | Coubertin Platz                                                             |
| 10 de Julho de 2005     | Viena                 | Áustria        | St. Polen Air                                                               |
| 11 de Julho de 2005     | Verona                | Itália         | Verona Arena                                                                |
| 13 de Julho de 2005     | Locarno               | Suíça          | Piazza Grande                                                               |
| 14 de Julho de 2005     | Marselha              | França         | Voix du Gaou                                                                |
| Ásia                    |                       |                |                                                                             |
| 29 de Julho de 2005     | Yuzawa                | Japão          | Naeba Ski Resort                                                            |
| América do Norte        |                       |                |                                                                             |
| 2 de Agosto de 2005     | Toronto               | Canadá         | Air Canada Centre                                                           |
| 3 de Agosto de 2005     | Montreal              | Canadá         | Bell Centre                                                                 |
| 4 de Agosto de 2005     | Hartford              | Estados Unidos | Meadows Music Theater                                                       |
| 6 de Agosto de 2005     | Mansfield             | Estados Unidos | Comcast Center                                                              |
| 7 de Agosto de 2005     | Camden                | Estados Unidos | Tweeter Center at the Waterfront                                            |
| 9 de Agosto de 2005     | Cincinnati            | Estados Unidos | Riverbend Music Center                                                      |
| 11 de Agosto de 2005    | Burgettstown          | Estados Unidos | Post-Gazette Pavilion                                                       |
| 12 de Agosto de 2005    | Noblesville           | Estados Unidos | Verizon Wireless Music Center                                               |
| 13 de Agosto de 2005    | East Troy             | Estados Unidos | Alpine Valley Music Theatre                                                 |
| 16 de Agosto de 2005    | Auburn                | Estados Unidos | White River Amphitheatre                                                    |
| 17 de Agosto de 2005    | Ridgefield            | Estados Unidos | The Amphitheater at Clark County                                            |
| 19 de Agosto de 2005    | Auburn                | Estados Unidos | White River Amphitheatre                                                    |
| 20 de Agosto de 2005    | Irvine                | Estados Unidos | Verizon Wireless Amphitheatre                                               |
| 21 de Agosto de 2005    | Irvine                | Estados Unidos | Verizon Wireless Amphitheatre                                               |
| 24 de Agosto de 2005    | Albuquerque           | Estados Unidos | Journal Pavilion                                                            |
| 25 de Agosto de 2005    | Phoenix               | Estados Unidos | Cricket Wireless Pavilion                                                   |
| 26 de Agosto de 2005    | Chula Vista           | Estados Unidos | Cricket Wireless Amphitheatre                                               |
| 30 de Agosto de 2005    | Clarkston             | Estados Unidos | DTE Energy Music Theatre                                                    |
| 31 de Agosto de 2005    | Columbus              | Estados Unidos | Germain Amphitheater                                                        |
| 1 de Setembro de 2005   | Darien                | Estados Unidos | Darien Lake Performing Arts Center                                          |
| 3 de Setembro de 2005   | Holmdel               | Estados Unidos | PNC Bank Arts Center                                                        |
| 6 de Setembro de 2005   | Cidade de Nova Iorque | Estados Unidos | Madison Square Garden                                                       |
| 7 de Setembro de 2005   | Cidade de Nova Iorque | Estados Unidos | Madison Square Garden                                                       |
| 9 de Setembro de 2005   | Charlotte             | Estados Unidos | Verizon Wireless Amphitheatre                                               |
| 10 de Setembro de 2005  | Raleigh               | Estados Unidos | The Time Warner Cable Music Pavilion at Walnut Creek                        |
| 13 de Setembro de 2005  | West Palm Beach       | Estados Unidos | Sound Advice Amphitheatre                                                   |
| 16 de Setembro de 2005  | Pelham                | Estados Unidos | Verizon Wireless Amphitheatre                                               |
| 17 de Setembro de 2005  | Maryland Heights      | Estados Unidos | UMB Bank Pavilion                                                           |
| 18 de Setembro de 2005  | Antioch               | Estados Unidos | Starwood Amphitheatre                                                       |
| 20 de Setembro de 2005  | Minneapolis           | Estados Unidos | Target Center                                                               |
| 21 de Setembro de 2005  | Bonner Springs        | Estados Unidos | Sandstone Amphitheatre                                                      |
| 23 de Setembro de 2005  | Dallas                | Estados Unidos | Smirnoff Music Center                                                       |
| 25 de Setembro de 2005  | Austin                | Estados Unidos | Austin City Limits Music Festival                                           |
| 28 de Setembro de 2005  | Atlanta               | Estados Unidos | Philips Arena                                                               |
| 29 de Setembro de 2005  | Virginia Beach        | Estados Unidos | Verizon Wireless Virginia Beach Amphitheatre\|Verizon Wireless Amphitheatre |
| 30 de Setembro de 2005  | Bristow               | Estados Unidos | Nissan Pavilion                                                             |
| Europa                  |                       |                |                                                                             |
| 26 de Outubro de 2005   | Antuérpia             | Bélgica        | Sportpaleis                                                                 |
| 28 de Outubro de 2005   | Oberhausen            | Alemanha       | Arena Oberhausen                                                            |
| 30 de Outubro de 2005   | Copenhaga             | Dinamarca      | Forum Copenhagen                                                            |
| 31 de Outubro de 2005   | Oslo                  | Noruega        | Oslo Spektrum                                                               |
| 7 de Novembro de 2005   | Estocolmo             | Suécia         | Stockholm Globe Arena                                                       |
| 9 de Novembro de 2005   | Leipzig               | Alemanha       | Leipzig Arena                                                               |
| 10 de Novembro de 2005  | Mannheim              | Alemanha       | SAP Arena                                                                   |
| 12 de Novembro de 2005  | Zurique               | Suíça          | Hallenstadion                                                               |
| 14 de Novembro de 2005  | Milão                 | Itália         | Fila Forum                                                                  |
| 15 de Novembro de 2005  | Bolonha               | Itália         | PalaMalaguti                                                                |
| 17 de Novembro de 2005  | Marseille             | França         | Le Dôme de Marseille                                                        |
| 18 de Novembro de 2005  | Toulouse              | França         | Le Zénith                                                                   |
| 20 de Novembro de 2005  | Barcelona             | Espanha        | Palau Sant Jordi                                                            |
| 22 de Novembro de 2005  | Madrid                | Espanha        | Palacio de Deportes de la Comunidad de Madrid\|Palacio de Deportes          |
| 23 de Novembro de 2005  | Lisboa                | Portugal       | Pavilhão Atlântico                                                          |
| 25 de Novembro de 2005  | São Sebastião         | Espanha        | Velodromo Anoeta                                                            |
| 28 de Novembro de 2050  | Lyon                  | França         | Halle Tony Garnier                                                          |
| 29 de Novembro de 2005  | Paris                 | França         | Palais Omnisports de Paris-Bercy                                            |
| 30 de Novembro de 2005  | Antwerp               | Bélgica        | Sportpaleis                                                                 |
| 14 de Dezembro de 2005  | Londres               | Reino Unido    | Earls Court Exhibition Centre                                               |
| 15 de Dezembro de 2005  | Londres               | Reino Unido    | Earls Court Exhibition Centre                                               |
| 16 de Dezembro de 2005  | Londres               | Reino Unido    | Earls Court Exhibition Centre                                               |
| 18 de Dezembro de 2005  | Newcastle             | Reino Unido    | Telewest Arena                                                              |
| 19 de Dezembro de 2005  | Manchester            | Reino Unido    | Manchester Evening News Arena                                               |
| 21 de Dezembro de 2005  | Belfast               | Reino Unido    | Odyssey                                                                     |
| América do Norte        |                       |                |                                                                             |
| 26 de Janeiro de 2006   | Seattle               | Estados Unidos | KeyArena                                                                    |
| 28 de Janeiro de 2006   | Vancouver             | Canadá         | General Motors Place                                                        |
| 29 de Janeiro de 2006   | Vancouver             | Canadá         | General Motors Place                                                        |
| 30 de Janeiro de 2006   | Sacramento            | Estados Unidos | Arco Arena                                                                  |
| 31 de Janeiro de 2006   | Oakland               | Estados Unidos | Oakland Arena                                                               |
| 1 de Fevereiro de 2006  | São José              | Estados Unidos | HP Pavilion at San Jose                                                     |
| 3 de Fevereiro de 2006  | Las Vegas             | Estados Unidos | MGM Grand Garden Arena                                                      |
| 4 de Fevereiro de 2006  | Inglewood             | Estados Unidos | The Forum                                                                   |
| 6 de Fevereiro de 2006  | Anaheim               | Estados Unidos | Arrowhead Pond of Anaheim                                                   |
| 7 de Fevereiro de 2006  | Anaheim               | Estados Unidos | Arrowhead Pond of Anaheim                                                   |
| 19 de Fevereiro de 2006 | Denver                | Estados Unidos | Pepsi Center                                                                |
| 20 de Fevereiro de 2006 | Omaha                 | Estados Unidos | Qwest Center                                                                |
| 22 de Fevereiro de 2006 | Auburn Hills          | Estados Unidos | The Palace of Auburn Hills                                                  |
| 23 de Fevereiro de 2006 | Louisville            | Estados Unidos | Freedom Hall                                                                |
| 25 de Fevereiro de 2006 | Houston               | Estados Unidos | Toyota Center                                                               |
| 26 de Fevereiro de 2006 | Dallas                | Estados Unidos | American Airlines Center                                                    |
| 27 de Fevereiro de 2006 | Oklahoma City         | Estados Unidos | Ford Center                                                                 |
| 2 de Março de 2006      | Washington, D.C.      | Estados Unidos | MCI Center                                                                  |
| 4 de Março de 2006      | Orlando               | Estados Unidos | TD Waterhouse Centre                                                        |
| 5 de Março de 2006      | Tampa                 | Estados Unidos | Ford Amphitheatre                                                           |
| 17 de Março de 2006     | Ottawa                | Canadá         | Scotiabank Place                                                            |
| 19 de Março de 2006     | Milwaukee             | Estados Unidos | Bradley Center                                                              |
| 20 de Março de 2006     | Cleveland             | Estados Unidos | Quicken Loans Arena                                                         |
| 22 de Março de 2002     | Toronto               | Canadá         | Air Canada Centre                                                           |
| 23 de Março de 2006     | Toronto               | Canadá         | Air Canada Centre                                                           |
| 25 de Março de 2006     | East Rutherford       | Estados Unidos | Continental Airlines Arena                                                  |
| 26 de Março de 2006     | Uniondale             | Estados Unidos | Nassau Veterans Memorial Coliseum                                           |
| 30 de Março de 2006     | Chicago               | Estados Unidos | United Center                                                               |
| 31 de Março de 2006     | Chicago               | Estados Unidos | United Center                                                               |
| 3 de Abril de 2006      | Manchester            | Estados Unidos | Verizon Wireless Arena                                                      |
| 4 de Abril de 2006      | Oxoboxo River         | Estados Unidos | Mohegan Sun Arena                                                           |
| 6 de Abril de 2006      | Filadélfia            | Estados Unidos | Wachovia Center                                                             |
| Europa                  |                       |                |                                                                             |
| 11 de Junho de 2006     | Godshill              | Reino Unido    | Isle of Wight Festival                                                      |
| Austrália               |                       |                |                                                                             |
| 23 de Junho de 2006     | Brisbane              | Austrália      | Brisbane Entertainment Centre                                               |
| 24 de Junho de 2006     | Brisbane              | Austrália      | Brisbane Entertainment Centre                                               |
| 26 de Junho de 2006     | Sydney                | Austrália      | Sydney Entertainment Centre                                                 |
| 27 de Junho de 2006     | Sydney                | Austrália      | Sydney Entertainment Centre                                                 |
| 28 de Junho de 2006     | Sydney                | Austrália      | Sydney Entertainment Centre                                                 |
| 1 de Julho de 2006      | Melbourne             | Austrália      | Rod Laver Arena                                                             |
| 2 de Julho de 2006      | Melbourne             | Austrália      | Rod Laver Arena                                                             |
| 3 de Julho de 2006      | Melbourne             | Austrália      | Rod Laver Arena                                                             |
| 5 de Julho de 2006      | Adelaide              | Austrália      | Adelaide Entertainment Centre                                               |
| 7 de Julho de 2006      | Perth                 | Austrália      | Burswood Dome                                                               |
| Ásia                    |                       |                |                                                                             |
| 11 de Julho de 2006     | Kallang               | Singapura      | Singapore Indoor Stadium                                                    |
| 13 de Julho de 2006     | Chek Lap Kok          | Hong Kong      | AsiaWorld Arena                                                             |
| 15 de Julho de 2006     | Osaka                 | Japão          | Intex Osaka                                                                 |
| 17 de Julho de 2006     | Nagoya                | Japão          | Nippon Gaishi Hall                                                          |
| 18 de Julho de 2006     | Tóquio                | Japão          | Nippon Budokan                                                              |
| 19 de Julho de 2006     | Tóquio                | Japão          | Nippon Budokan                                                              |
| América Latina          |                       |                |                                                                             |
| 14 de Fevereiro de 2007 | Santiago              | Chile          | Espacio Riesco                                                              |
| 15 de Fevereiro de 2007 | Santiago              | Chile          | Espacio Riesco                                                              |
| 16 de Fevereiro de 2007 | Santiago              | Chile          | Espacio Riesco                                                              |
| 20 de Fevereiro de 2007 | Buenos Aires          | Argentina      | Teatro Gran Rex                                                             |
| 21 de Fevereiro de 2007 | Buenos Aires          | Argentina      | Teatro Gran Rex                                                             |
| 22 de Fevereiro de 2007 | Buenos Aires          | Argentina      | Teatro Gran Rex                                                             |
| 26 de Fevereiro de 2007 | São Paulo             | Brasil         | Via Funchal                                                                 |
| 27 de Fevereiro de 2007 | São Paulo             | Brasil         | Via Funchal                                                                 |
| 28 de Fevereiro de 2007 | São Paulo             | Brasil         | Via Funchal                                                                 |
| 3 de Março de 2007      | Cidade do México      | México         | National Auditorium                                                         |
| 4 de Março de 2007      | Cidade do México      | México         | National Auditorium                                                         |